# Кантата к двадцатилетию Октября
Кантата к двадцатилетию Октября (Опус № 74) — кантата в 10 частях, написанная Сергеем Прокофьевым в 1937 году.

## Части
1. Вступление («Призрак бродит по Европе, призрак коммунизма»)
2. Философы
3. Интерлюдия
4. Мы идём тесной кучкой
5. Интерлюдия
6. Революция
7. Победа
8. Клятва Сталина
9. Симфония
10. Конституция

Части следуют attacca.

## История создания. Первые исполнения
Кантата необычна своей дерзкой творческой задачей — эстетизацией неадаптированных текстов К. Маркса, В. И. Ленина и И. В. Сталина, с которой композитор блестяще справился. Необычен и состав исполнителей: помимо академического смешанного хора и симфонического оркестра в партитуру введены самодеятельный хор, группа гармошек, расширена группа ударных инструментов (для батально-изобразительных эффектов) и партия чтеца.
При жизни Прокофьева кантата не исполнялась. Впервые она была исполнена (без последней части — сталинской Конституции, вместо неё повторяется фрагмент второй части «Философы») и записана в 1966 году. В записи участвовали Госхор СССР под управлением А. Юрлова и оркестр Московской филармонии под управлением К. П. Кондрашина. Впервые в целостном виде она была исполнена 6 ноября 1984 года. Первую полную запись (без купюр) сделал Н. Ярви с лондонским оркестром «Филармония» и филармоническим хором в 1992 году (реплики Ленина декламировал Г. Н. Рождественский).

## Известные исполнения
- 1966 Госхор СССР / АСО МГФ / Кирилл Кондрашин (с купюрами)
- 1992 Оркестр «Филармония» / Филармонический хор / Неэме Ярви (первая студийная аудиозапись без купюр)
- 1996 Хор и Симфонический оркестр Би-Би-Си / Марк Элдер
- 1998 Хор и симфонический оркестр Санкт-Петербургской филармонии / Александр Титов
- 2001 Хор и оркестр Мариинского театра / Валерий Гергиев (БЗК, 1.4.2001)
- 2017 Уральский Академический Филармонический Оркестр и Симфонический хор Свердловской филармонии / Дмитрий Лисс (Beethovenhalle, Bonn,  17.09.2016)